# Цисларова, Яна
Яна Цисларова (чеш. Jana Cieslarová; 6 июня 1971, Тршинец, Чехословакия) — чешская ориентировщица, чемпионка мира по спортивному ориентированию.
Выиграла золото на короткой дистанции на домашнем чемпионате мира 1991 года, опередив на 20 секунд свою соотечественницу Аду Кухаржову и более чем на полминуты опередив бронзового призёра, фаворитку чемпионата, шведку Мариту Скугум.
Её победа стала первым золотом чемпионатов мира по спортивному ориентированию для чешских ориентировщиц.
На четырёх подряд чемпионатах мира с 1989 по 1995 года занимала призовые места в составе женской эстафетной команды.
Обладательница более сорока золотых медалей национального чемпионата.
16 мая 1992 года состоялось знаменательное событие — третий этап Кубка мира по ориентированию впервые проходил в России, недалеко от Яппиля, Ленинградская область. Яна Цисларова выиграла этот этап, а по итогам года заняла в Кубке мира высокое второе место, уступив в общем зачёте только шведке Марите Скугум.
В анкете Park Work Tour в графе хобби указала — «люблю собирать грибы».